# Estación de Bufalà
La estación de Bufalà será una estación del metro de Barcelona, por donde pasará la línea 1. Actualmente está en proyecto. Estará equipada con ascensores y escaleras mecánicas. Se ubicará en la intersección de la avenida de Martí i Pujol con la calle de Bufalà.
| << cabecera           | < estación | línea  | estación >            | cabecera >>           |
| --------------------- | ---------- | ------ | --------------------- | --------------------- |
| Metro                 |            |        |                       |                       |
| Hospital de Bellvitge | Sant Crist | (203?) | Badalona Pompeu Fabra | Badalona Pompeu Fabra |

- Datos: Q3823012